# Psephenidae
Die Psephenidae sind eine Familie der Käfer. Die Käfer selbst haben eine sehr kurze Lebensdauer und werden, meist selten, im Uferbereich von Gewässern gefunden. Die Larven leben im Wasser und sind Strömungsspezialisten. Weltweit sind 263 Arten beschrieben, die sich auf 31 Gattungen und fünf Unterfamilien verteilen. In Europa lebt nur eine Art, Eubria palustris, die auch Mitteleuropa erreicht. Die Familie ist morphologisch sehr vielgestaltig und besitzt zahlreiche besondere Anpassungen an ihren recht extremen Lebensraum, die zwischen den Unterfamilien z. T. sehr verschieden sind.

## Merkmale
Es handelt sich um kleine Käfer mit einer Körperlänge zwischen 1,1 und 8,5 Millimeter. Sie sind meist unauffällig bräunlich gefärbt, es kommen aber einige Gattungen mit auffallender roter oder gelber Warnzeichnung vor. Sie sind in der Regel kurz, oval und hochgewölbt, es kommen aber auch langgestreckte und etwas abgeplattete Arten vor. Normalerweise sind sie recht weich sklerotisiert und fein und dicht behaart. Der Kopf ist meist weit in den Rumpf zurückgezogen und bei vielen Arten nicht von oben her sichtbar. Die Mundwerkzeuge zeigen nach unten (hypognath). Die Antennen besitzen zwischen 6 und 11 Gliedern, ihre Gestalt ist meist zwischen den Geschlechtern auffallend verschieden (Sexualdimorphismus). Die Antennen der Männchen sind oft gezähnt oder kammförmig, manchmal auch fadenförmig, dabei aber extrem verlängert (bis dreifache Körperlänge). Die Mundwerkzeuge sind mehr oder weniger stark rückgebildet, die Mandibeln sind rudimentär oder fehlen ganz. Die Taster (Palpen) von Maxillen und Labium sind aber gut ausgebildet. Oft besitzen die Maxillarpalpen Sonderbildungen, sie können gespalten oder mit besonderen Anhängen versehen sein. Das Pronotum (Halsschild) ist an den Seiten gerundet, manchmal schwach gezähnt. Die Flügeldecken (Elytren) sind meist gut ausgebildet, bei einigen Gattungen aber stark reduziert, so dass der Hinterleib und Teile des Rumpfs frei liegen. Meist sind sie weich und flexibel. Sie tragen bei der Unterfamilie Eubrianacinae Punktstreifen, bei den meisten Eubriinae Aufrauungen (Mikrogranulation) in unterschiedlichen Mustern oder auch verstreute Punkte, sonst sind sie glatt. Die Hinterflügel sind in der Regel gut ausgebildet, die Käfer flugfähig. Bei einigen Gruppen (z. B. Psephenoidinae) ist die Aderung fast komplett rückgebildet. Die Tarsen sind fünfgliedrig, bei den Männchen sind oft einige Tarsenglieder erweitert und die Klauen an der Spitze gespalten (zweispitzig). Am Hinterleib sind fünf Sternite sichtbar, außer bei der Unterfamilie Psepheninae. Hier sind es beim Männchen sieben, beim Weibchen sechs.

## Larven

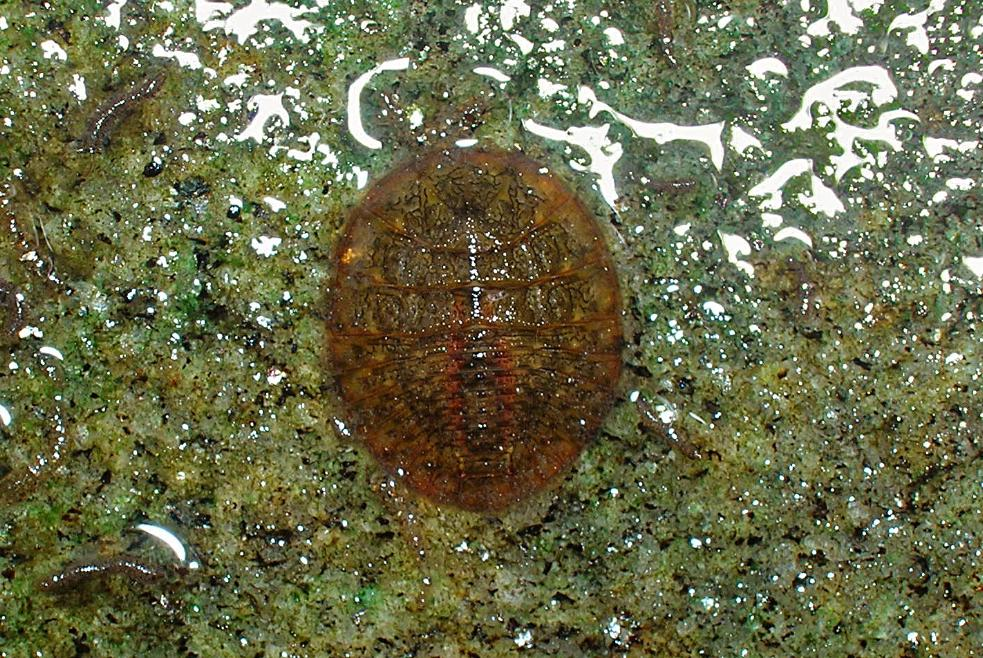
Larve eines „Water pennies“

Die 4 bis 11 Millimeter langen Larven sind gelb oder braun gefärbt, oft mit Zeichnung. Sie sind extrem abgeplattet. Die Tergite tragen an den Seiten Erweiterungen, die Pleurite genannt werden. Diese können breiter als der eigentliche Körper sein. An den Seiten tragen sie meist einen Saum aus kompliziert umgebildeten Borsten. Der etwa quadratische Kopf ist unter einem Vorsprung des Pronotum verborgen und von oben nicht sichtbar. Es ergibt sich ein geschlossener, fast kreisförmiger Körperumriss, der einer flachen Scheibe oder einem Saugnapf ähnelt. Dies hat den Tieren in Amerika (wo sie häufiger sind) den populären Namen „water pennies“ eingebracht. (Der erste Entdecker der Larven, William de Kay, verkannte die Natur dieser eigentümlich umgebildeten Larven völlig und beschrieb sie als eine Krebsart.) Die Körperform ist eine Anpassung an den besonderen Lebensraum der Larven: Die Oberfläche von Steinen in Stromschnellen und schnell fließenden Gebirgsbächen. Ausnahmsweise kommen aber auch Arten mit kurzen, hakenförmigen Pleuriten und länglicher Gestalt vor, diese leben auf Totholz (meist schmalen, abgestorbenen Zweigen).
Am Kopf der Larven sitzen kurze, dreigliedrige Antennen, deren drittes Glied extrem verkürzt ist. Die Mandibeln sind meist flach und sichelförmig und an die besondere Lebensweise angepasst, sie dienen zum Abschaben des Algenaufwuchses auf Steinen. Am Rumpf sitzen drei fünfgliedrige Beinpaare mit sehr starken Klauen zum Festhalten an der Steinoberfläche. Der Hinterleib besteht aus neun sichtbaren Segmenten, das letzte besitzt oft hinten eine Aussparung oder ist zweiteilig.
Die Atmung der Psephenidenlarven ist dadurch bemerkenswert, dass in den verschiedenen Unterfamilien etliche verschiedene Spezialanpassungen ausgebildet sind. Dadurch sind in einer Familie beinahe alle Möglichkeiten verwirklicht, die bei den Käfern insgesamt existieren. Die Eubirianacinae und Psepheninae besitzen z. B. offene Stigmen am Mesothorax und acht abdominalen Segmenten, bei den Psephenoidinae sind alle Stigmen geschlossen. Die Psephenoidinae und Eubriinae haben auf der Bauchseite des neunten Hinterleibssegments einen Kiemendeckel (Operculum), darunter eine Atemkammer mit zwei rückziehbaren Kiemen (ähnlich wie bei den „Hakenkäfern“, den verwandten Dryopidae und Elmidae). Die Psepheninae und die Eubrianacinae besitzen freie, fadenförmige Kiemen an der Bauchseite der Hinterleibssegmente. Eubriinae und Psepheninae tragen am Hinterleibsende ein Borstenbüschel, das die Stigmenoberfläche vergrößert.

## Puppen
Die Psephenidae verpuppen sich in der Regel im Wasser, im Lebensraum der Larven. Einige Gruppen verlassen zur Verpuppung das Wasser, sie sitzen dann in der Regel frei angeheftet an der Unterseite von Steinen oder Ästen unmittelbar oberhalb des Wasserspiegels. Die Verpuppung der Psepheninae und der Eubrianacinae erfolgt im Lebensraum der Larve, verborgen innerhalb der letzten Larvenhaut (Exuvie), die dazu auf der Steinoberfläche festgekittet wird. Die Puppen entsprechen den Larven auch in der Färbung und sind nicht ohne weiteres von ihnen zu unterscheiden. Zur Atmung unter Wasser haben die Puppen wie die Larven besondere Organe entwickelt. Die Eubrianacinae besitzen am siebten Hinterleibssegment Kiemen, die auf umgebildete Stigmen zurückgehen. Diese werden aus Segmentalhäuten der larvalen Exuvie hervorgeschoben. Die Psephenoidinae besitzen Kiemen an allen Hinterleibssegmenten. Bei den Psepheninae und Eubriinae sind normale, offene Stigmen vorhanden, die bei den Eubriinae auf Vorsprüngen (Tuberkeln) sitzen.

## Lebenszyklus und Lebensweise
Die Larven der Psephenidae leben im Wasser und sind in der Regel Spezialisten für Bergbäche mit sehr schneller Strömung. Sie können auch Stromschnellen besiedeln, einen Lebensraum, in denen ihnen nur wenige andere Arten folgen können. Sie leben meist auf der Oberfläche von Steinen, wo sie den organischen Aufwuchs aus Algen (Periphyton) abweiden. Wenige Gattungen kommen auch in schwach bewegtem Wasser vor. Einige sind spezialisiert auf untergetauchtes Totholz. Sie sind als Habitatspezialisten empfindlich gegen Gewässerverschmutzung.
Die meisten Arten, deren Lebenszyklus näher untersucht wurde, benötigen zur Larvalentwicklung ein Jahr (univoltin). Der nordamerikanische Psephus herricki, und möglicherweise weitere Arten, brauchen zwei Jahre Entwicklungszeit. Zumindest in den Tropen kommen aber auch Arten mit mehreren Generationen pro Jahr vor.
Die Imagines der Psephenidae leben nur kurze Zeit. Ihre Mundwerkzeuge sind rückgebildet und sie nehmen keine Nahrung auf. Meist sind sie nachtaktiv und sitzen tagsüber verborgen auf der Unterseite von Blättern oder in der Bodenstreu, fast immer unmittelbar an Gewässern. Einige Arten sind durch komplizierte Paarungsspiele bekannt geworden, bei denen sich zahlreiche Individuen auf durch Gischt angefeuchteten Steinen versammeln. Andere finden ihre Paarungspartner im Flug. Der Lebenszyklus mit langlebigen Larven und extrem kurzlebigen Imagines wurde mit dem der Eintagsfliegen verglichen. Im Anschluss an die Paarung taucht das Weibchen in das Gewässer unter, wo es, festgekittet auf der Oberfläche von Steinen, Eigelege aus 400 bis 600 Eiern ablegt. Es stirbt unmittelbar anschließend, meist noch unter Wasser. Die Eier schlüpfen nach einer Entwicklungszeit von 12 bis 15 Tagen.

## Systematik
Die Psephenidae gehören in eine Familiengruppe innerhalb der Byrrhoidea, die ausschließlich Familien mit wasserlebenden Larven umfasst, diese Gruppe ist als „Dryopoidea“ beschrieben worden. Die Monophylie der Familie ist gut abgesichert. Die Psephenidae werden in folgende Unterfamilien gegliedert:
- Psephenoidinae
- Afroeubriinae
- Eubrianacinae
- Eubriinae
- Psepheninae

Die Afroeubriinae wurden erst 2003 von Lee neu aufgestellt.